# Boloria consuta
Boloria consuta är en fjärilsart som beskrevs av Cabeua 1922. Boloria consuta ingår i släktet Boloria och familjen praktfjärilar. Inga underarter finns listade i Catalogue of Life.